# La herencia (obra de teatro)
La herencia es una obra de teatro en tres actos, el último dividido en dos cuadros, de Joaquín Calvo Sotelo, estrenada en 1957.

## Argumento
Luis, miembro de la Armada española, prepara la boda con su novia, una chica americana hija de españoles, hasta que descubre que el padre de ella ordenó la ejecución del padre de él al inicio de la Guerra civil española. El padre de Luis también era miembro de la Armada y fue ejecutado por apoyar el Golpe militar del 36. Pese a las reticencias de la madre de él, el matrimonio acaba celebrándose.

## Estreno
- Teatro Alcázar, Madrid, 27 de diciembre de 1957.
  - Intérpretes: Rafael Rivelles, Cándida Losada, Margot Cottens, Antonio Ferrandis, Arturo Fernández, Concha Campos.